# Hörsne socken
Hörsne socken (från 1884 Hörsne med Bara socken) ingick i Gotlands norra härad och är sedan 1971 en del av Gotlands kommun, från 2016 inom Hörsne-Bara distrikt.
Den sammanlagda socknens areal är 36,16 kvadratkilometer, varav 35,96 land. År 2020 fanns här 289 invånare. Sockenkyrkan Hörsne kyrka ligger i socknen.

## Administrativ historik
Hörsne socken har medeltida ursprung. Socknen tillhörde Lina ting som i sin tur ingick i Kräklinge setting i Medeltredingen.
Vid kommunreformen 1862 övergick socknens ansvar för de kyrkliga frågorna till Hörsne församling och för de borgerliga frågorna bildades Hörsne landskommun. Landskommunen och församlingen uppgick 1884 i Hörsne med Bara landskommun respektive Hörsne med Bara församling. Den sammanslagna landskommunen uppgick 1952 i Dalhems landskommun och ingår sedan 1971 i Gotlands kommun. Den sammanslagna församlingen uppgick 2006 i Dalhems församling.
Den 1 januari 2016 inrättades distriktet Hörne-Bara, med samma omfattning som Hörsne med Bara församling hade 1999/2000, och vari detta sockenområde ingår.
Socknen har tillhört samma fögderier och domsagor som Gotlands norra härad. De indelta båtsmännen tillhörde Gotlands första båtsmanskompani.

## Geografi
Hörsne socken ligger i inlandet på östra delen av Gotland. Socknen består av skogs- och myrmark avvattnad av Gothemsån.

### Gårdsnamn
Anninge, Bunne, Buters, Dibjers, Hallgårds, Line, Mattsarve, Möllegårds, Mörby Lilla, Mörby Stora, Norrbys, Nybjärs, Prästgården, Smiss, Snauvalds, Timans.

## Fornlämningar
Kända från socknen är boplatser från stenåldern, gravrösen med skeppssättningar från bronsåldern samt gravfält och sliprännestenar från järnåldern. En skatt med 30 romerska denarer har påträffats.

## Namnet
Namnet (1304 Hyrsne) har oklar tolkning.

## Befolkningsutveckling
I befolkningsstatistiken för Hörsne socken ingick Bara socken.
| Befolkningsutvecklingen i Hörsne socken 1780–2020 | Befolkningsutvecklingen i Hörsne socken 1780–2020 | Befolkningsutvecklingen i Hörsne socken 1780–2020 | Befolkningsutvecklingen i Hörsne socken 1780–2020 | Befolkningsutvecklingen i Hörsne socken 1780–2020 |
| --- | ------------------------------------------------- | ------------------------------------------------- | ------------------------------------------------- | ------------------------------------------------- |
| |                                                   |                                                   |                                                   |                                                   |
| År |                                                   |                                                   | Folkmängd                                         |                                                   |
| 1780 | 1780                                              |                                                   | 277                                               |                                                   |
| 1790 | 1790                                              |                                                   | 268                                               |                                                   |
| 1810 | 1810                                              |                                                   | 293                                               |                                                   |
| 1820 | 1820                                              |                                                   | 326                                               |                                                   |
| 1830 | 1830                                              |                                                   | 337                                               |                                                   |
| 1840 | 1840                                              |                                                   | 375                                               |                                                   |
| 1850 | 1850                                              |                                                   | 388                                               |                                                   |
| 1860 | 1860                                              |                                                   | 421                                               |                                                   |
| 1870 | 1870                                              |                                                   | 437                                               |                                                   |
| 1880 | 1880                                              |                                                   | 418                                               |                                                   |
| 1890 | 1890                                              |                                                   | 366                                               |                                                   |
| 1900 | 1900                                              |                                                   | 383                                               |                                                   |
| 1910 | 1910                                              |                                                   | 406                                               |                                                   |
| 1920 | 1920                                              |                                                   | 457                                               |                                                   |
| 1930 | 1930                                              |                                                   | 499                                               |                                                   |
| 1940 | 1940                                              |                                                   | 465                                               |                                                   |
| 1950 | 1950                                              |                                                   | 451                                               |                                                   |
| 1960 | 1960                                              |                                                   | 349                                               |                                                   |
| 1970 | 1970                                              |                                                   | 277                                               |                                                   |
| 1980 | 1980                                              |                                                   | 283                                               |                                                   |
| 1990 | 1990                                              |                                                   | 261                                               |                                                   |
| 2000 | 2000                                              |                                                   | 299                                               |                                                   |
| 2010 | 2010                                              |                                                   | 290                                               |                                                   |
| 2020 | 2020                                              |                                                   | 289                                               |                                                   |
| Anm: Källor: Umeå universitet - Tabellverket 1749-1859, Demografiska databasen, CEDAR, Umeå universitet, Folkmängden per distrikt, landskap, landsdel eller riket efter kön. År 2015 - 2022. |                                                   |                                                   |                                                   |                                                   |

### Fotnoter
1. 1 2  Svensk Uppslagsbok andra upplagan 1947–1955: Hörsne socken
2. ↑  ”Folkmängden per distrikt, landskap, landsdel eller riket efter kön. År 2015 - 2022”. Statistikdatabasen. Statistiska centralbyrån. http://www.statistikdatabasen.scb.se/pxweb/sv/ssd/START__BE__BE0101__BE0101A/FolkmangdDistrikt/. Läst 23 april 2023.
3. ↑  Harlén, Hans; Harlén Eivy (2003). Sverige från A till Ö: geografisk-historisk uppslagsbok. Stockholm: Kommentus. Libris 9337075. ISBN 91-7345-139-8
4. ↑  ”Församlingar”. Statistiska centralbyrån. https://www.scb.se/hitta-statistik/regional-statistik-och-kartor/regionala-indelningar/forsamlingar/. Läst 30 december 2022.
5. ↑  Administrativ historik för Hörsne socken (Klicka på församlingsposten). Källa: Nationella arkivdatabasen, Riksarkivet.
6. ↑  Om Gotlands båtsmanskompani
7. 1 2  Sjögren, Otto (1931). Sverige geografisk beskrivning del 2 Östergötlands, Jönköpings, Kronobergs, Kalmar och Gotlands län. Stockholm: Wahlström & Widstrand. Libris 9939
8. 1 2 3  Nationalencyklopedin
9. ↑  Förteckning över slipskåror
10. ↑  Fornlämningar, Statens historiska museum: Hörsne socken
11. ↑  Fornminnesregistret, Riksantikvarieämbetet: Hörsne socken Fornminnen i socknen erhålls på kartan genom att skriva in sockennamn (utan "socken") i "Ange geografiskt område"
12. ↑  Mats Wahlberg, red (2003). Svenskt ortnamnslexikon. Uppsala: Institutet för språk och folkminnen. Libris 8998039. ISBN 91-7229-020-X. https://isof.diva-portal.org/smash/get/diva2:1175717/FULLTEXT02.pdf